# 守谷中央図書館
守谷中央図書館（もりやちゅうおうとしょかん）は、茨城県守谷市大柏にある公共図書館である。人口1,000人当たりの蔵書数は県内1位、人口1人当たりの利用率は県内2位。

## 概要
住民の強い要望に応え、1995年（平成7年）5月13日に、守谷市役所に隣接する地に建設された市立図書館である。分館として市内に4ヶ所の公民館図書室が存在し、図書館と各公民館図書室で借りた本やCD等はどこでも返却が可能となっている。蔵書の収容能力は24万冊、視聴覚資料の整備目標を2万点としており、開架部分は9万冊、将来の人口増加や利用者の要望を想定し、閉架部分には15万冊の書庫を収容している。
図書館建設にあたっては設計は三上建築事務所の三上清一が行い、建設施工は三井・松丸・大隆建設共同体により行われた、自治体の将来の街づくりとリンクした整備計画の元で成立した図書館建築計画に基づき建設された図書館である。敷地の特性を積極的に活用した建築構造となっており、高低差のある立地から2階部分に入口を設置したり、高速道路に隣接する西側に閉架書庫を集約するなどの工夫を行っている。また、東側に開架室が集約されることにより、利用者には騒音と西日を遮る効果が生まれている。1階は半地下構造になっていながらも、南北に大きな開口部を設け、コンクリートの壁面で覆われた中庭を設置し、2・3階は円筒形の吹き抜けとなっているほか、建物の壁面には磁器質タイルが使われている。
- 所在地　〒302-0116 守谷市大柏937番地2
- 開館時間
  - 日・月・火・水・木・金・土曜 9:00 - 19:00

- 敷地面積5,236m2、建築面積1,380m2、延床面積3,523m2の鉄筋コンクリート3階建
- 建設工期 - 1993年（平成5年）6月19日 - 1994年（平成6年）10月1日
- 総工費 - 16億8,200万円
- 建設施工 - 三井・松丸・大隆建設共同体
- 人口1000人当たり図書館蔵書数 - 県内1位
- 人口1人当たり図書館貸出冊数 - 県内2位

### 公民館図書室
- 開館時間
  - 日 - 土曜 9:30 - 16:30
  - 月曜 休館日

- 中央公民館図書室　〒302-0110 守谷市百合ケ丘二丁目2540番地1・中央公民館内
  - 1981年（昭和56年）5月25日設置。図書室面積216m2
- 郷州公民館図書室　〒302-0121 守谷市みずき野五丁目3番地3・郷州公民館内
  - 1992年（平成4年）4月2日設置。図書室面積119m2
- 高野公民館図書室　〒302-0125 守谷市高野935番地・高野公民館内
  - 1996年（平成8年）4月26日設置。図書室面積166m2
- 北守谷公民館図書室　〒302-0101 守谷市板戸井1977番地2・北守谷公民館内
  - 1999年（平成11年）4月22日設置。図書室面積169m2

### 新守谷ステーションライブラリー（廃止）
守谷中央図書館が設置される以前の1991年（平成3年）1月29日から2004年（平成16年）9月29日まで、関東鉄道常総線新守谷駅3階にステーションライブラリーが設置されていた。
- 開館時間（1991年（平成3年）当時）
  - 月 - 金曜 2:00 - 8:30
  - 土・日曜、祝祭日、年末年始、休館日
- 敷地面積25.4m2
- 図書数 - 1,736冊（1991年（平成3年）5月24日現在[3]）

## 交通機関
鉄道
- 首都圏新都市鉄道つくばエクスプレス守谷駅中央西口より徒歩20分

路線バス
- ｢守谷市役所｣下車徒歩2分

モコバス（コミュニティバス）
- Aルート・Bルート｢図書館前｣下車徒歩1分